# Граєвський повіт
Граєвський повіт (пол. powiat grajewski) — один з 14 земських повітів Підляського воєводства Польщі.
Утворений 1 січня 1999 року в результаті адміністративної реформи.

## Загальні дані
Адміністративний центр — місто Граєво.
Станом на 1.01.2008 населення становить 49 663 осіб, площа 967,65 км².

## Демографія
Демографічні дані повіту станом на 30.06.2005:
|       | Всього | Всього | Жінки  | Жінки | Чоловіки | Чоловіки |
| ----- | ------ | ------ | ------ | ----- | -------- | -------- |
|       | осіб   | %      | осіб   | %     | осіб     | %        |
| Повіт | 50 340 | 100    | 25 387 | 50,4  | 24 953   | 49,6     |
| Міста | 27 993 | 100    | 14 408 | 51,5  | 13 585   | 48,5     |
| Села  | 22 347 | 100    | 10 979 | 49,1  | 11 368   | 50,9     |

## Виноски
1. ↑  Населення, площа та густота за даними Центрального статистичного офісу Польщі. Powierzchnia i ludność w przekroju terytorialnym w 2007. .